# برزة أم الزبير
برزة، أم الزبير بن عربي تابعية راوية للحديث، أدركت عائشة أم المؤمنين وروت عنها.